# 光茎翠雀花
光茎翠雀花（学名：Delphinium glabricaule）为毛茛科翠雀属的植物，是中国的特有植物。分布在中国大陆的四川等地，常生于生山地林下，目前尚未由人工引种栽培。品种有一些接近秦岭翠雀花，靠萼距螺旋状弯曲可以区别。

## 外部連結
1. ↑  .   [2022年2月11日]. （原始内容存档于2022年2月15日）.